# Clidane
Die Clidane ist ein Fluss in Frankreich, der im Département Puy-de-Dôme in der Region Auvergne-Rhône-Alpes verläuft. Sie entspringt im Gemeindegebiet von Briffons, entwässert zunächst Richtung Südwest, dreht dann auf West und Nordwest  und mündet nach insgesamt rund 23 Kilometern an der Gemeindegrenze von Bourg-Lastic und Messeix als linker Nebenfluss in den Chavanon, der hier die Grenze zum benachbarten Département Corrèze in der Region Nouvelle-Aquitaine bildet. Auf ihrem Weg wird die Clidane von der Autobahn A 89 und der parallel verlaufenden Bahnstrecke begleitet.

## Orte am Fluss
(Reihenfolge in Fließrichtung)
- Messeix
- Saint-Sulpice
- Saint-Julien-Puy-Lavèze